# Zach Braff
Zachary Israel Braff (South Orange, Nueva Jersey, 6 de abril de 1975), más conocido como Zach Braff, es un actor, director, productor, guionista y actor de voz estadounidense. Es principalmente conocido por su papel como el Dr. John "J.D." Dorian en Scrubs.

## Biografía
Braff nació en South Orange, Nueva Jersey, en una familia judía. Sus padres, que se divorciaron y se casaron nuevamente; son Hal Braff y Anne Braff Brodzinsky. Uno de sus hermanos, Joshua Braff, es escritor y la comediante Jessica Kirson es su hermanastra.
A la edad de 10 años, Braff fue diagnosticado de "desorden obsesivo-compulsivo", y admitió que no estaba feliz con el sistema de la escuela pública. Desde pequeño, quería trabajar como actor y lo describía como "el sueño de su vida".
Se graduó de Columbia High School en Maplewood, Nueva Jersey, donde había trabajado en la estación de televisión de la escuela y donde conoció a Lauryn Hill, quien luego sería miembro de los Fugees.
Braff asistió a Stagedoor Manor, un centro de formación en artes escénicas para jóvenes actores de entre 10 y 18 años. En Stagedoor conoció y entabló amistad con el actor Josh Charles y también conoce bien a los exalumnos de Stagedoor Natalie Portman, Mandy Moore y Joshua Radin. Luego, se graduó en cine por  la universidad de Northwestern, donde también fue parte de la fraternidad Phi Kappa Psi.
Tiene tres hermanos: Adam, Joshua, y Shoshanna. Es un gran fan del cómico británico Ricky Gervais y considera al fallecido John Ritter como su principal influencia a la hora de actuar. El actor actuó como padre de Braff en Scrubs.
En sus relaciones sentimentales, Zach ha sido pareja de Bonnie Somerville, Mandy Moore y en 2007 salió con la actriz Shiri Appleby; conocida por su papel protagonista de Liz, en Roswell. Surgieron rumores sobre una supuesta relación con su compañera de trabajo, en Scrubs, Sarah Chalke (Dra. Elliot Reid en la serie). Se la relacionó con Liv Tyler pero fue desmentido por los representantes de ambos.
El 12 de octubre de 2009 se inició un rumor a través de varias redes sociales (especialmente Twitter) de que Braff se había suicidado. El rumor se inició tras la aparición de la noticia de su muerte en un artículo de la página web de la CNN, al parecer tal página era una falsificación bastante conseguida, aunque el resto de noticias que aparecían en la falsa página databan de 2007. También apareció la noticia en otro artículo de una web, en apariencia una web de información general, creada, sin embargo por Fake a Wish, una web generadora de rumores sobre famosos. El 13 de octubre de 2009, Zach Braff desmintió en un vídeo de su página de Facebook que estuviera muerto.
Desde 2009 hasta 2014, fue pareja de la modelo Taylor Bagley.
En 2020 se hizo pública su relación con la actriz Florence Pugh, que fue muy criticada debido a su diferencia de edad.

## Carrera
Braff empezó su carrera en obras teatrales tales como Twelfth Night y Macbeth, ambas de William Shakespeare, en el New York City's Public Theater. Uno de los primeros papeles de Braff fue en High, una serie de televisión de la CBS propuesta para 1989 con un elenco que también incluía a Gwyneth Paltrow y Craig Ferguson; el piloto nunca se emitió.  También apareció en el episodio "El amanecer salva los árboles" de la serie de la década de 1990 El Club de las Niñeras. Apareció en la película Misterioso asesinato en Manhattan junto con Woody Allen y Diane Keaton.
En 2001, Braff alcanzó la fama con su interpretación del Dr. J.D. Dorian en Scrubs. Este papel lo consolidó como un actor destacado en la televisión estadounidense y le permitió explorar otras facetas creativas, como dirigir episodios de la serie. En la novena temporada, Braff formó parte del elenco en seis episodios y también fue uno de los productores ejecutivos.
En marzo del año 2013, se estrenó la película Oz de Sam Raimi, en la que también participan James Franco, Rachel Weisz, y Michelle Williams.

### Director
Braff debutó como director con el cortometraje Lionel on a Sunday (1997). Su primer largometraje fue Garden State (2004), una comedia dramática que escribió, dirigió, protagonizó y para la cual seleccionó personalmente a Natalie Portman. La película recibió elogios críticos y ganó el Premio Independent Spirit por Mejor Primer Largometraje, además de un Grammy por su banda sonora.
Otros trabajos destacados como director incluyen, Wish I Was Here (2014), financiada mediante crowdfunding en Kickstarter. Going in Style (2017), una comedia protagonizada por Morgan Freeman y Michael Caine. A Good Person (2023), protagonizada por Florence Pugh.

## Filmografía

### Actor
- 2001-2009 - Scrubs (serie TV) como John "J.D." Dorian
- 2005 - Chicken Little (Voz)
- 2018 - Alex, Inc. (serie TV) como Alex Schuman
- 2014 - BoJack Horseman (Voz)
- 2020 - The Morning Show (serie TV)
- 2020 - The comeback Trail
- 2022 - Obi-Wan Kenobi (serie TV)

### Director
- 1997 - Lionel on a Sunday (cortometraje).

- 2004 - Garden State[20]
- 2001-09 - De Scrubs (serie de TV) fue director de los siguientes capítulos:
  - 2004 - My Last Chance (episodio 4x08); 2005 - My Best Laid Plans (episodio 4x19) y 2006 - My Way Home (episodio 5x07).
- 2014 - Wish I Was Here
- 2017 - Going in Style
- 2021 - Solos
- 2023 - A Good Person[21]

También ha dirigido los vídeos musicales de las canciones:
- «Chariot» de Gavin Degraw
- «Closer» de Joshua Radin
- «Ride» de Cary Brothers

### Videojuegos
Ha prestado su voz para los videojuegos:
- 2005 - Kingdom Hearts II